# Richelieu (1939)
Richelieu – francuski pancernik wybudowany w stoczni w Breście, okręt główny typu Richelieu.

## Historia
Francuski pancernik „Richelieu” był jednym z dwóch ukończonych pancerników typu Richelieu, drugim był „Jean Bart” (trzecim okrętem miał być budowany w Breście „Clemenceau” – zatopiony w czasie bombardowania portu w sierpniu 1944, a czwartym zamówiony, lecz nierozpoczęty „Gascogne”). Stępkę pod jego budowę położono 22 października 1935 roku, kadłub zwodowano 17 stycznia 1939 roku, a ostatecznie ukończono go w lipcu 1940 roku w Dakarze. Podczas kampanii francuskiej 1940 roku nie do końca wyposażony okręt został przebazowany do Dakaru, gdzie przebywał do 1943 roku. Brał udział w odpieraniu ataków floty brytyjskiej na ten port 23–25 września 1940. Był kilkakrotnie uszkadzany przez okręty i samoloty brytyjskie, w tym 8 lipca 1940 torpedą brytyjskiego samolotu z lotniskowca HMS „Hermes” (operacja Catapult). Sam trafił pociskiem kalibru 380 mm i uszkodził 25 września 1940 pancernik brytyjski HMS „Barham”.
Po inwazji wojsk amerykańskich w Afryce, w styczniu 1943 roku został przekazany brytyjskiej Home Fleet. W tym też roku został przebudowany. W marcu 1944 roku został włączony w skład brytyjskiej floty Pacyfiku. 25 sierpnia 1944 roku zwrócony został marynarce francuskiej. Brał udział w działaniach na Pacyfiku.
W marcu 1946 roku powrócił do Francji, następnie wziął udział w wojnie indochińskiej i w 1956 roku w działaniach na Morzu Śródziemnym w trakcie konfliktu o Kanał Sueski.
W 1956 roku został przemianowany na hulk mieszkalny w porcie w Breście, a w 1958 roku przeniesiony do rezerwy. 30 września 1967 roku skreślono go z listy okrętów marynarki francuskiej, a następnie w 1968 roku został złomowany w La Spezia.

## Dane taktyczno-techniczne
- Napęd:
  - 4 turbiny, 6 kotłów, 4 śruby
  - moc maszyn: 150 000 KM (110 295 kW)
- Prędkość:
  - planowana: 30 węzłów
  - maksymalna: 32 węzły
- Zasięg: 10 110 mil (przy prędkości 14 węzłów)
- Zapas paliwa: 6790 ton
- Opancerzenie:
  - boki: 225–400 mm
  - pokład główny: 130–170 mm
  - wieża dział: 170–430 mm
- Uzbrojenie:
  - 8 dział kal. 380 mm L/45 M1935 (2 × IV)
  - 9 dział kal. 152 mm (3 × III)
  - 12 dział przeciwlotniczych kal. 100 mm (6 × II)
  - 8 działek przeciwlotniczych kal. 37 mm (4 × II)
  - 20 najcięższych karabinów maszynowych Hotchkiss wz. 30 kal. 13,2 mm (16 × I) (2 × II)
  - 56 działek przeciwlotniczych Bofors kal. 40 mm (14 × IV) – po przebudowie w 1943 roku
  - 48 działek przeciwlotniczych Oerlikon kal. 20 mm (48 × I) – po przebudowie
- Załoga: 1550–1670 osób